# 勒姆尼庫盧伊鄉
45°22′N 27°3′E / 45.367°N 27.050°E
勒姆尼庫盧伊鄉（羅馬尼亞語：Comuna Valea Râmnicului, Buzău），是羅馬尼亞的鄉份，位於該國東南部，由布澤烏縣負責管轄，面積5,623平方公里，海拔高度119米，2007年人口5,912，人口密度每平方公里1人。